# SpaceX Crew-5
SpaceX Crew-5 è l'ottavo volo orbitale con equipaggio di una navicella spaziale Crew Dragon. Il lancio verso la Stazione spaziale internazionale è avvenuto il 5 ottobre 2022. La missione si è conclusa il 12 marzo 2023 con l'ammaraggio della navetta nel Golfo del Messico.

## Equipaggio
Nell'ottobre 2021 Mann e Cassada vennero trasferiti rispettivamente dalle missioni Boe-CFT e Starliner-1 alla missione SpaceX Crew-5 visti i ritardi nell'entrata in servizio del veicolo Starliner. Nello stesso periodo JAXA annunciò l'assegnamento di Wakata al veicolo Crew Dragon di SpaceX. Nel dicembre 2021 Roscosmos annunciò che le trattative per far volare Anna Kikina a bordo del veicolo Crew Dragon nell'autunno 2022 erano in corso, poi concluse nel luglio 2022.
| Ruolo                     | Equipaggio                                      | Equipaggio                                      |
| ------------------------- | ----------------------------------------------- | ----------------------------------------------- |
| Comandante                | Nicole Mann, NASA Expedition 68 Primo volo      | Nicole Mann, NASA Expedition 68 Primo volo      |
| Pilota                    | Josh Cassada, NASA Expedition 68 Primo volo     | Josh Cassada, NASA Expedition 68 Primo volo     |
| Specialista di missione 1 | Koichi Wakata, JAXA Expedition 68 Quinto volo   | Koichi Wakata, JAXA Expedition 68 Quinto volo   |
| Specialista di missione 2 | Anna Kikina, Roscosmos Expedition 68 Primo volo | Anna Kikina, Roscosmos Expedition 68 Primo volo |

## Missione

### Lancio
Il 21 luglio 2022 SpaceX rimandò il lancio di un mese a causa del danneggiamento del lanciatore che sarebbe stato usato per la missione. Il lancio previsto per il 29 settembre 2022, venne rimandato al 5 ottobre 2022.